# Mała apokalipsa
Mała apokalipsa – powieść Tadeusza Konwickiego wydana w 1979 w Warszawie przez Niezależną Oficynę Wydawniczą.
Bohater, a zarazem narrator książki, jest pisarzem żyjącym w komunistycznej Polsce. Znajomi literaci działający w opozycji odwiedzają go nad ranem i żądają, by o godzinie 20 tego samego dnia – w święto Polski Ludowej – dokonał aktu samospalenia przed budynkiem Pałacu Kultury w trakcie odbywającego się weń wiecu Partii. Autor nie daje jednoznacznej odpowiedzi na pytanie, czy bohater zdecydował się na ten ostateczny krok. Książka kończy się słowami Ludzie, dodajcie mi sił. Ludzie, dodajcie sił każdemu na świecie, kto o tej porze idzie ze mną na całopalenie. Ludzie, dodajcie sił. Ludzie...